# Accel
Accel (ранее известная как Accel Partners) — американская венчурная компания.
Офис компании находится по адресу: 428 University Ave, Palo Alto, CA 94301, USA (США).
Компания Accel, ранее известная как Accel Partners, является предприятием, занимающимся инвестированием капиталов инвесторов, предназначенных для финансирования новых, растущих компаний и фирм с целью извлечений прибыли. Accel финансирует компании с момента их создания через стадии роста. Компания управляет капиталами инвесторов, размером около 8,8 млрд $ из офисов в городах Пало-Альто, штат Калифорния, в Нью-Йорке, в Лондоне, в Индии и Китае (через партнерство с Международной группой данных (IDG-Accel)).

## История
Компания была основана в 1983 году Артуром Паттерсоном и Джимом Шварцем. Размер фонда в 1983 году составлял $64 млн.
В 2000 году Accel вступил в кооперирование с предприятием Kohlberg Kravis Roberts, чтобы развивать Accel-KKR технологии ориентированные  на прямые инвестиции компаний.
В декабре 2008 года компания объявила о создании фонда размером в $ 480 млн, предназначенного для инвестиций в развитие информационных технологий, Интернета, цифровых средств массовой информации, мобильной сети, программного обеспечения.